# Cybaeus grizzlyi
Espèce
Synonymes
- Cybaeus adenoides Schenkel, 1950

Cybaeus grizzlyi est une espèce d'araignées aranéomorphes de la famille des Cybaeidae.

## Distribution
Cette espèce est endémique de Californie aux États-Unis,. Elle se rencontre dans les comtés d'Alameda et de Contra Costa.

## Publication originale
- Schenkel, 1950 : Spinnentiere aus dem westlichen Nordamerika, gesammelt von Dr. Hans Schenkel-Rudin. Erster Teil. Verhandlungen der Naturforschenden Gesellschaft in Basel, vol. 61, p. 28-92.